# Kocierz (województwo zachodniopomorskie)
Kocierz (niem. Kutzer) – wieś sołecka w Polsce położona w województwie zachodniopomorskim, w powiecie gryfickim, w gminie Płoty.
Ok. 1,2 km na północny zachód znajduje się wzniesienie Kocierz, a bardziej na południe Jezioro Rejowickie.
W latach 1975–1998 miejscowość administracyjnie należała do województwa szczecińskiego.
W 2002 roku wieś liczyła 8 mieszkalnych budynków, w nich 11 mieszkań ogółem, z nich 9 zamieszkane stale. Z 9 mieszkań zamieszkanych 8 mieszkań wybudowany między 1918 a 1944 rokiem i 1 — między 1979 a 1988.
Od 35 osób 8 było w wieku przedprodukcyjnym, 16 — w wieku produkcyjnym mobilnym, 5 — w wieku produkcyjnym niemobilnym, 6 — w wieku poprodukcyjnym. Od 31 osób w wieku 13 lat i więcej 2 mieli wykształcenie wyższe, 8 — średnie, 6 — zasadnicze zawodowe, 13 — podstawowe ukończone i 2 — podstawowe nieukończone lub bez wykształcenia.

## Ludność[1]
W 2011 roku we wsi żyło 29 osób, z nich 18 mężczyzn i 11 kobiet; 3 było w wieku przedprodukcyjnym, 13 — w wieku produkcyjnym mobilnym, 11 — w wieku produkcyjnym niemobilnym, 2 — w wieku poprodukcyjnym.